# Mierzyn (województwo warmińsko-mazurskie)
Mierzyn – wieś w Polsce położona w województwie warmińsko-mazurskim, w powiecie nowomiejskim, w gminie Biskupiec.
| SIMC    | Nazwa    | Rodzaj    |
| ------- | -------- | --------- |
| 1044689 | Nowiny   | część wsi |
| 0840266 | Rutka    | część wsi |
| 0840272 | Zacharka | część wsi |

W latach 1975–1998 miejscowość administracyjnie należała do województwa toruńskiego.